# Viticoltura nella Macedonia del Nord
La viticoltura in Macedonia del Nord è una delle attività agricole più rilevanti del paese con una tradizione millenaria che affonda le radici nell'epoca dell'antica Grecia e dell'Impero Romano.

## Storia
La viticoltura in Macedonia del Nord ha radici antichissime e si sviluppò già in epoca greca e romana quando il territorio faceva parte della regione storica della Peonia. Le prime tracce di coltivazione della vite risalgono a oltre 4.000 anni fa, con testimonianze archeologiche che confermano la presenza della produzione vinicola già nell'Età del bronzo.
Durante il dominio dell'Impero Bizantino e poi dell'Impero Ottomano la produzione vinicola subì alti e bassi. In particolare, sotto il controllo ottomano (dal XIV al XX secolo), la viticoltura fu limitata dalle restrizioni religiose imposte dall'Islam che scoraggiavano il consumo di alcol. Tuttavia, nelle comunità cristiane, la produzione di vino continuò, soprattutto per scopi liturgici.
Con l'industrializzazione del XIX e XX secolo e l'influenza della Jugoslavia la viticoltura subì una trasformazione significativa. Durante il periodo socialista, la produzione vinicola era centralizzata in grandi cooperative statali con un focus sulla quantità piuttosto che sulla qualità. Dopo l'indipendenza della Macedonia del Nord nel 1991 si assistette a un progressivo miglioramento della qualità del vino grazie agli investimenti privati e alla modernizzazione delle tecniche produttive.

## Clima
Il clima della Macedonia del Nord è influenzato sia da fattori continentali che mediterranei creando condizioni ideali per la viticoltura. Il paese si trova tra il Mar Egeo e la catena montuosa dei Balcani, il che garantisce un equilibrio tra estati calde e secche e inverni relativamente miti.
Le temperature estive possono superare i 40°C favorendo la concentrazione degli zuccheri nelle uve e contribuendo alla struttura e alla profondità aromatica dei vini rossi, in particolare quelli a base di Vranec. L'influenza dei venti provenienti dal Mar Egeo aiuta a mitigare le temperature estreme e a mantenere un buon livello di acidità nei vini bianchi.
Le precipitazioni sono moderate con una media annuale di circa 500-700 mm e concentrate principalmente in primavera e autunno. La combinazione di suoli ricchi di minerali e un buon drenaggio contribuisce alla qualità delle uve, evitando ristagni d'acqua dannosi per la viticoltura.

## Regioni vitivinicole
La Macedonia del Nord è suddivisa in tre principali regioni vinicole, ciascuna con caratteristiche climatiche e pedologiche uniche:
- Povardarje, la regione vinicola più importante situata lungo il fiume Vardar. Qui si produce circa l'83% del vino del paese, grazie a un clima caldo e secco ideale per vitigni rossi come Vranec e Cabernet Sauvignon[6].
- Pčinja-Osogovo, situata nella parte orientale, è caratterizzata da altitudini più elevate che favoriscono la produzione di vini bianchi freschi e aromatici, come Temjanika e Riesling[7].
- Pelagonia-Polog, situate nella parte occidentale, è nota per i suoi terreni collinari e il clima più temperato, ideali per la coltivazione di uve di alta qualità[8].

## Vitigni

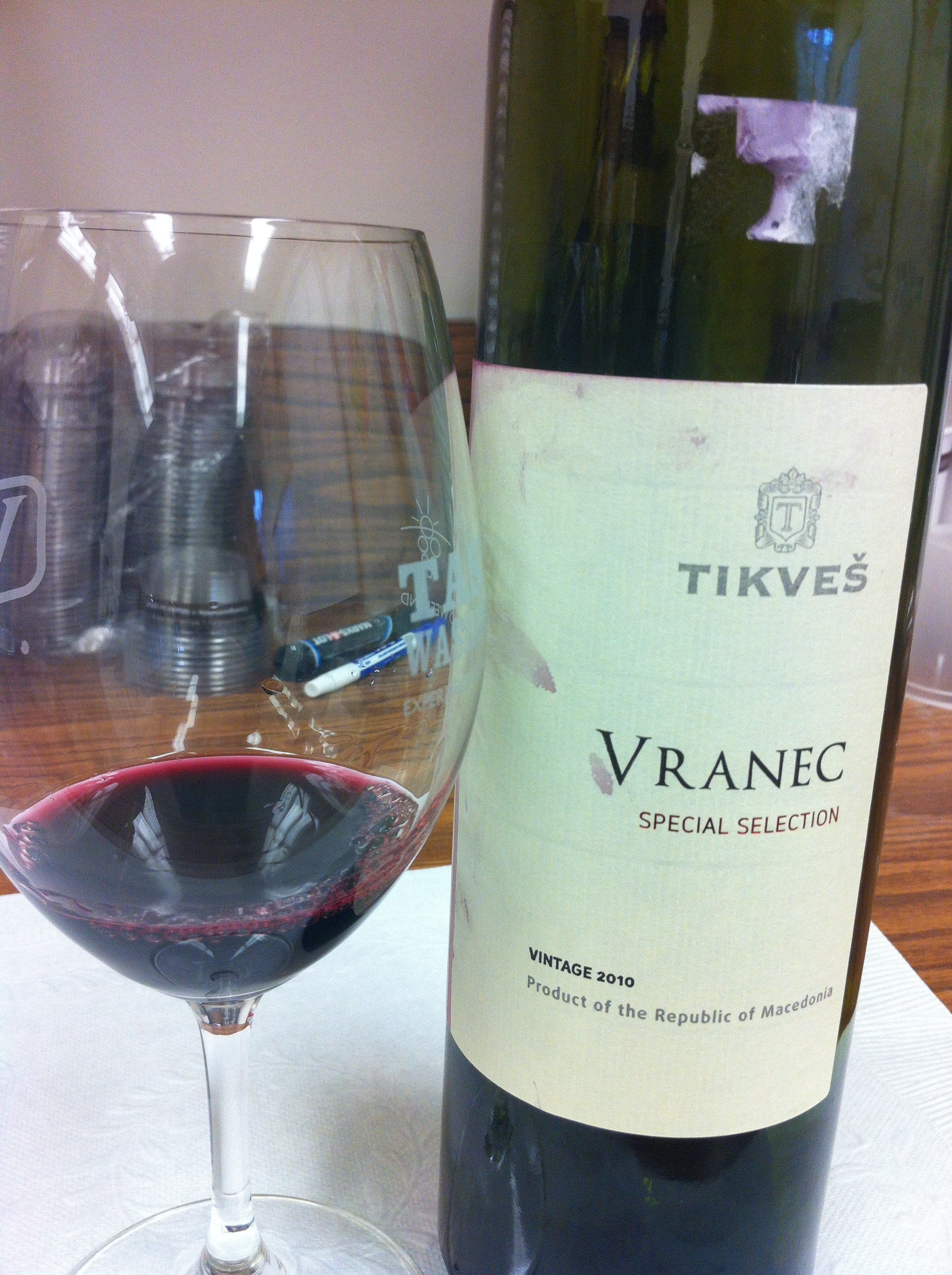
Un vino Vranec della Macedonia.

I vitigni più coltivati in Macedonia del Nord includono:
- Vitigni a bacca rossa
  - Vranec: il vitigno autoctono più rappresentativo, caratterizzato da elevata concentrazione di polifenoli e grande struttura[9].
  - Kratosija: varietà locale che ha una parentela con il Primitivo e lo Zinfandel.
  - Cabernet Sauvignon, Merlot: vitigni internazionali ben adattati al clima locale.

- Vitigni a bacca bianca:
  - Smederevka: il vitigno bianco più diffuso, usato per vini freschi e leggeri.
  - Temjanika: una variante locale del Muscat Blanc à Petits Grains, apprezzata per la sua aromaticità.
  - Riesling, Sauvignon Blanc: varietà internazionali coltivate in zone più fresche.

## Vini
I vini della Macedonia del Nord si distinguono per l’intensità aromatica e la struttura con una predominanza di vini rossi. Il Vranec è il più rappresentativo con note di frutti neri, spezie e tannini robusti. Tra i vini bianchi, il Temjanika è apprezzato per la sua freschezza e i suoi sentori floreali.

## Normative
La Macedonia del Nord ha adottato regolamenti rigorosi per proteggere la qualità dei suoi vini e valorizzare le denominazioni di origine. Circa l'80% della produzione vinicola viene esportata, con la Germania e il Regno Unito tra i principali mercati di destinazione.